# Spizella
A Spizella a madarak osztályának verébalakúak verébalakúak (Passeriformes) rendjébe és a verébsármányfélék (Passerellidae) családjába tartozó nem. Egyes szervezetek a sármányfélék (Emberizidae) családba sorolják ezt a nemet.

## Rendszerezésük
A nemet Charles Lucien Jules Laurent Bonaparte francia ornitológus 1832-ben, az alábbi fajok tartoznak ide:
- zümmögő verébsármány (Spizella passerina)
- Spizella atrogularis
- agyagszínű verébsármány (Spizella pallida)
- mexikói verébsármány (Spizella wortheni)
- nevadai verébsármány (Spizella breweri)
- kereplő verébsármány (Spizella pusilla)